# Британска територија Индијског океана
Британска територија у Индијском океану (енгл. The British Indian Ocean Territory (BIOT)) је прекоокеанска територија Уједињеног Краљевства у Индијском океану, на пола пута између Африке и Индонезије.
Територија се састоји од 6 атола у архипелагу Чагос и око 1.000 мањих острва. Укупна површина острва је око 60 km², док је припадајућа површина океана 54.400 km².
Острва су под британском влашћу од 1814.
Највеће острво је Дијего Гарсија, на коме се налази заједничка војна база Уједињеног Краљевства и САД. Званична администрација управља од Лондона, иако се за локални главни град често сматра насеље на Дијегу Гарсији.
Једини становници су војно британско и војно особље Сједињених Држава и придружени уговарачи приватних војних компанија, који заједно броје око 3.000 људи (2018.). Присилно уклањање Чагосијана са архипелага Чагос догодило се између 1968. и 1973. Чагосијане, који су тада бројали око 2.000 људи, британска влада је протерала на Маурицијус и Сејшеле, чак и са удаљених острва далеко од војне базе на Дијего Гарсији. Данас, Чагосијани и даље покушавају да се врате, али им је британска влада у више наврата ускраћивала право на повратак упркос позивима бројних организација за људска права да им дозволи.
САД је закупила ову базу до 2016. Године 2000, високи суд у УК је оценио да је депортација становништва била нелегална, али је потврдио специјални војни статус острва.
Право на суверенитет над острвима су истакли Маурицијус и Сејшели. УК има уговор са Маурицијусом да му преда власт над острвима у случају да им више не буду потребна за одбрану. Преговори између Уједињеног Краљевства и Маурицијуса почели су поново у новембру 2022. године, а кулминирали су у октобру 2024. године када је Уједињено Краљевство уступило територију Маурицијусу ради могућег пресељења уз задржавање заједничке америчко-британске војне базе на Дијего Гарсији. Међутим, новоизабрани премијер Маурицијуса Навин Рамголам одбацио је предложени споразум и затражио да се преговори поново отворе у децембру 2024. године.

## Историја
Острва архипелага Чагос уцртао је Васко да Гама почетком 16. века, а затим их је Француска у 18. веку прогласила поседом Маурицијуса. Први пут су их населили у 18. веку афрички робови који су радили на плантажама кокоса. У неком тренутку на Дијего Гарсији је била колонија губаваца са Маурицијуса, који су лечени уљем од корњаче. Године 1810. Уједињено Краљевство је заузело Маурицијус, а Француска је касније уступила територију Париским уговором 1814.
Уједињено Краљевство је укинуло ропство 1833. године, а 1883. плантаже је купила компанија Société Huilière de Diego et Peros. Од 1900. године на острвима је било 426 породица, 60 процената су потицали од првобитних робова, а 40% је било пореклом од Јужноазијаца који су доведени као уговорни радници. Чагоски креолски се развио као заједнички језик. Животи становништва су остали под ефективном контролом компаније; систем је опстао до 1960-их.
Велика Британија и САД су фебруара 1964. започеле тајне преговоре о војној бази у Дијего Гарсији. САД су желеле територију без локалног становништва, а острва су била слабо насељена у поређењу са другим потенцијалним локацијама. Године 1965, Уједињено Краљевство је одвојило архипелаг Чагос од Маурицијуса и острва Алдабра, Фаркуар и Десрош (Дез Рош) од Сејшела да би формирало Британску територију Индијског океана. Сврха је била да се дозволи изградња војних објеката на обострану корист Уједињеног Краљевства и САД. Острва су званично успостављена као прекоморска територија Уједињеног Краљевства 8. новембра 1965. године. Неколико недеља након одлуке да се архипелаг Чагос одвоји од Маурицијуса, Генерална скупштина Уједињених нација је 16. децембра 1965. донела Резолуцију 2066, у којој се наводи да је ово одвајање дела колонијалне територије Маурицијуса противно међународном обичајном праву како је раније забележено у Декларацији о давању независности колонијалним земљама и народима од 14. децембра 1960. године. У њему се наводи да је „сваки покушај који има за циљ делимично или потпуно нарушавање националног јединства и територијалног интегритета једне земље неспојив са циљевима и принципима Повеље Уједињених нација“.
Маурицијус је постао независно царство Комонвелта у марту 1968. године, а касније је постао република, такође у оквиру Комонвелта, у марту 1992. године.
Године 1971. Уједињено Краљевство и Сједињене Државе потписале су споразум, дајући у закуп острво Дијего Гарсија америчкој војсци за потребе изградње велике ваздушне и поморске базе на острву. Договор је био важан за британску владу, пошто су јој Сједињене Државе одобриле значајан попуст на куповину нуклеарних пројектила Поларис у замену за коришћење острва као базе. На тај начин би се супротставили свакој совјетској претњи у региону.
Аранжман између САД и Велике Британије који је успоставио територију за потребе одбране првобитно је био на снази од 1966. до 2016. године, а касније је обновљен да би се наставио до 2036. године. Саопштење је пропраћено обећањем од 40 милиона фунти на име компензације бившим становницима.